# Polygala pedicellata
Polygala pedicellata är en jungfrulinsväxtart som beskrevs av Joseph Blake. Polygala pedicellata ingår i släktet jungfrulinssläktet, och familjen jungfrulinsväxter. Inga underarter finns listade i Catalogue of Life.